# Lammer (rivière)
La Lammer est une rivière autrichienne, affluent de la Salzach, donc sous-affluent du Danube par l'Inn.

## Géographie

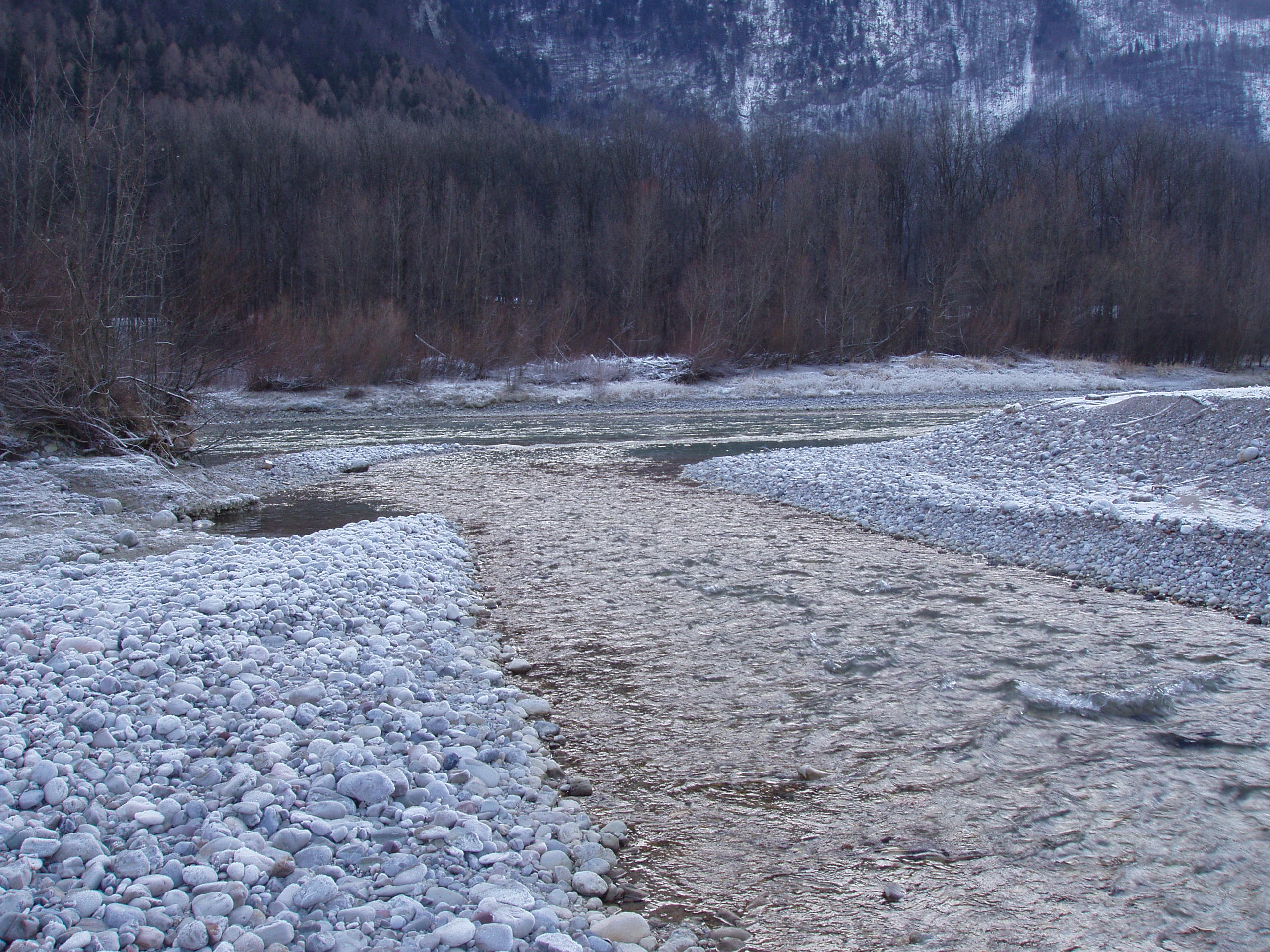
Confluence de la Lammer dans la Salzach.

Elle prend sa source dans le massif de Tennen et coule d'est en ouest pour rejoindre la Salzach à Golling an der Salzach.
Elle est connue pour ses eaux limpides et est réputée pour la pratique des sports en eaux vives. Sa longueur est de 41 km.